# Michele Giua
Michele Giua (Castelsardo, 26 aprile 1889 – Torino, 25 marzo 1966) è stato un chimico e politico italiano.

## Biografia

### La formazione giovanile
Michele Giua nasce a Castelsardo il 26 aprile 1889 da una modesta famiglia. Fin dagli studi liceali è impegnato nell’attività politica, in particolar modo frequenta il Circolo giovanile socialista di Sassari in un’atmosfera di repubblicanesimo e antimilitarismo accesi che fondava le sue radici nella tradizione risorgimentale. Il suo approccio alla politica, tuttavia, è segnato dall’eccidio dei minatori in sciopero a Buggerru; questo lo orienta su posizioni nettamente radicali. 
Nel 1907 si trasferisce a Roma e si iscrive alla facoltà di chimica. Nello stesso periodo continua la sua attività politica collaborando con diverse riviste politiche come “ La cultura socialista”, il “Divenire sociale”; diventa, infine redattore di “La gioventù socialista”, il giornale dei giovani del Psi. Nel 1911 viene nominato come segretario della sezione giovanile del partito a Roma. 
A questo periodo risalgono i suoi studi delle opere di Sorel, la passione verso i classici del marxismo e il suo interesse  alla corrente del sindacalismo rivoluzionario che in quegli anni trova posto nel partito sulla scia del rivoluzionarismo mussoliniano. Dopo qualche anno viene espulso dal partito insieme a altri seguaci dell’anarcosindacalismo e quindi per qualche tempo si astenne dalla politica attiva per dedicarsi pienamente agli studi; infatti si laurea in chimica e perfeziona i propri studi a Berlino. 
Riformato per malattia, ha potuto evitare sia la guerra in Libia che la guerra mondiale potendosi dedicare alla ricerca scientifica che lo condurrà ad essere,  a soli 27 anni, un libero docente di chimica e, nel 1920, a trovare impiego presso il Politecnico di Torino. 
Nel 1922 torna alla politica attiva a seguito di una profonda revisione del rivoluzionarismo giovanile e di adesione convinta alle posizioni riformistiche. Si iscrisse, infatti, alla sezione torinese del PSU e vi fu attivo fino allo scioglimento nel 1926.

### La lotta contro il fascismo
Nel 1931, grazie al figlio Renzo, entra in contatto con il gruppo torinese antifascista Giustizia e libertà, composto da Aldo Garosci, Mario Andreis, Luigi Scala; scompaginato da molti arresti nel 1932. Nella primavera, tuttavia, è ricostituito un nuovo nucleo torinese per opera di Foa, Ginzburg, Giua, Leo, Mila, Monti, Ivaldi, Zanetti, ecc… L’intento era quello di diffondere clandestinamente le pubblicazioni edite a Parigi, il settimanale “G e L” e i “Quaderni”, contribuendo anche alla elaborazione delle idee con collaborazioni personali. Ciò comporta un lungo periodo organizzativo con continui contatti oltralpe per l’introduzione di materiale clandestino, la trasmissione di articoli, la raccolta di fondi e lo scambio di istruzioni. 
La sua conoscenza in campo chimico era molto importante in questo periodo; infatti, mette a punto diversi tipi di inchiostro simpatico per la corrispondenza segreta, sulla base di diverse soluzioni chimiche.
Nel 1933, quando il regime pone l’obbligo di giurare fedeltà al regime, Giua preferisce insieme ad altri colleghi, rinunciare alla cattedra. In questi anni riesce a sopravvivere grazie alla rendita delle pubblicazioni e del suo laboratorio privato.

### Sorvegliato dell'Ovra e bersaglio della Gestapo
Fin dal 1930 l’attività dei giellisti torinesi è sorvegliata dalla spia dell’Ovra, Dino Segre (Pitigrilli). La prima imboscata è da datarsi nel marzo 1934, al confine della Svizzera, conclusa con la prima ondata di arresti. Giua riesce a sfuggire all’arresto e continua la sua vita clandestina recandosi a Parigi, sorvegliato da Segre, che contro di lui si accanisce particolarmente. Il 15 maggio viene arrestato insieme a  Foa, Mila e a gran parte degli esponenti del movimento. L’incarcerazione per lui è stato un momento di forte pena, sia per lo stato di indigenza in cui aveva lasciato la famiglia, sia per le condizioni di salute in cui si trova essendo affetto da una grave malattia agli occhi. È liberato il 21 agosto 1943 dal Governo Badoglio, ma la sua libertà dura pochi giorni: è bersaglio della Gestapo, ma trova riparo nel paesino di Serre di Torre Pellice nelle valli valdesi.
Torna in città per contribuire alla ri-organizzazione clandestina del Psi diventando membro della commissione di epurazione nominata dal CLN, carica che mantenne dal maggio al dicembre del 1945 quando presiede la commissione provinciale di epurazione nominata dal governo militare alleato.

### La Costituente
Nel 1945 viene designato alla Consulta e nel 1946 alla Costituente nel Collegio di Torino- Novara e Vercelli. Giua si presenta come uomo di scienza e i suoi interventi sono fortemente improntati alla sua formazione riformista appartenenti alla tradizione marxista e quindi di quanto irrisolto permaneva in essa tra istanze pratiche ed ispirazioni di principio. 
Le sue proposte erano sempre fondate su un concreto realismo teso a cogliere quanto di meglio la situazione storica potesse concedere in termini di conquiste democratiche, di laicismo e di garanzie economiche per l’egualitarismo dei diritti sociali e della persona, a volte con punte polemiche.

### Le sue visioni: Costituzione e politica del lavoro
Ritiene che la Costituzione che si sta scrivendo è di transizione, deve porre le premesse per il trapasso ad una nuova realtà politica; deve avere un carattere programmatico, di indirizzo e di garanzia. La sua affermazione trova largo consenso tra la sinistra socialista, comunista e democristiana. 
Nel 1946 i suoi interventi si concentrano su diversi temi come la questione del diritto al lavoro, convinto che lo Stato debba intervenire affinché venga garantito; concepisce questo diritto come principio etico e non strettamente giuridico. Il diritto di proprietà privata, non solo come riconoscimento legislativo, ma come affermazione costituzionale. Sempre inerente al lavoro collabora alla stesura del testo sulla intrapresa economica per la consacrazione costituzionale in via di principio del diritto dei lavoratori a partecipare con propri rappresentanti alla gestione delle aziende, demandandone l’attuazione alla legislazione corrente.

### Il sindacato e l'intervento dello Stato: il loro contributo
Interviene anche sulle modalità di organizzazione sindacale sul diritto di sciopero e sul controllo sociale dell’attività economica.  Non meno importanti, nello stesso anno, sono gli interventi inerenti all’educazione; lo Stato deve intervenire, soprattutto quando la famiglia non è in grado di garantire il diritto all’istruzione, di far fronte alla crescita dei figli e alla loro tutela; in contrasto con le componenti cattoliche ritiene che tale intervento debba essere fatto nel modo più diretto e nel rispetto della libertà del cittadino, ossia senza presupposti confessionali o politici o ideologici, ma finalizzato solo all’educazione civile.

### La scuola
In ultimo, si preoccupa di garantire, oltre la gratuità e obbligatorietà della scuola primaria, la reale possibilità di accesso ai gradi superiori per i capaci e i meritevoli privi di mezzi.
Si pronuncia anche sull’argomento rapporti Stato e Chiese. Si scaglia, infatti, contro la scelta di inserire i Patti lateranensi nella Costituzione italiana di carattere liberale. I motivi sono molteplici: l’incongruità di accogliere un trattamento internazionale in tale testo, la mancata approvazione da parte del popolo italiano, la commistione tra diritto canonico e civile e soprattutto l’evidente inopportunità politica di accogliere nella Costituzione repubblicana un testo siglato dal regime fascista.

### Gli ultimi anni
In quest’ultima fase si dichiara autonomista contro le tendenze capeggiate da Nenni, Basso, e Morandi.
Negli anni Cinquanta viene nominato: Consigliere comunale dal 1951 al 1956; dal 1956 al 1960 Consigliere provinciale.
All’inizio degli anni Sessanta si apparta dalla politica attiva.
Muore a Torino il 25 marzo 1966.
Scrisse anche un libro autobiografico sulla sua carcerazione, Ricordi di un ex detenuto politico, 1935-1943, uscito nel 1945.
Dal 1948 al 1958 fu senatore per il PSI.

## Opere

### Libri di divulgazione scientifica

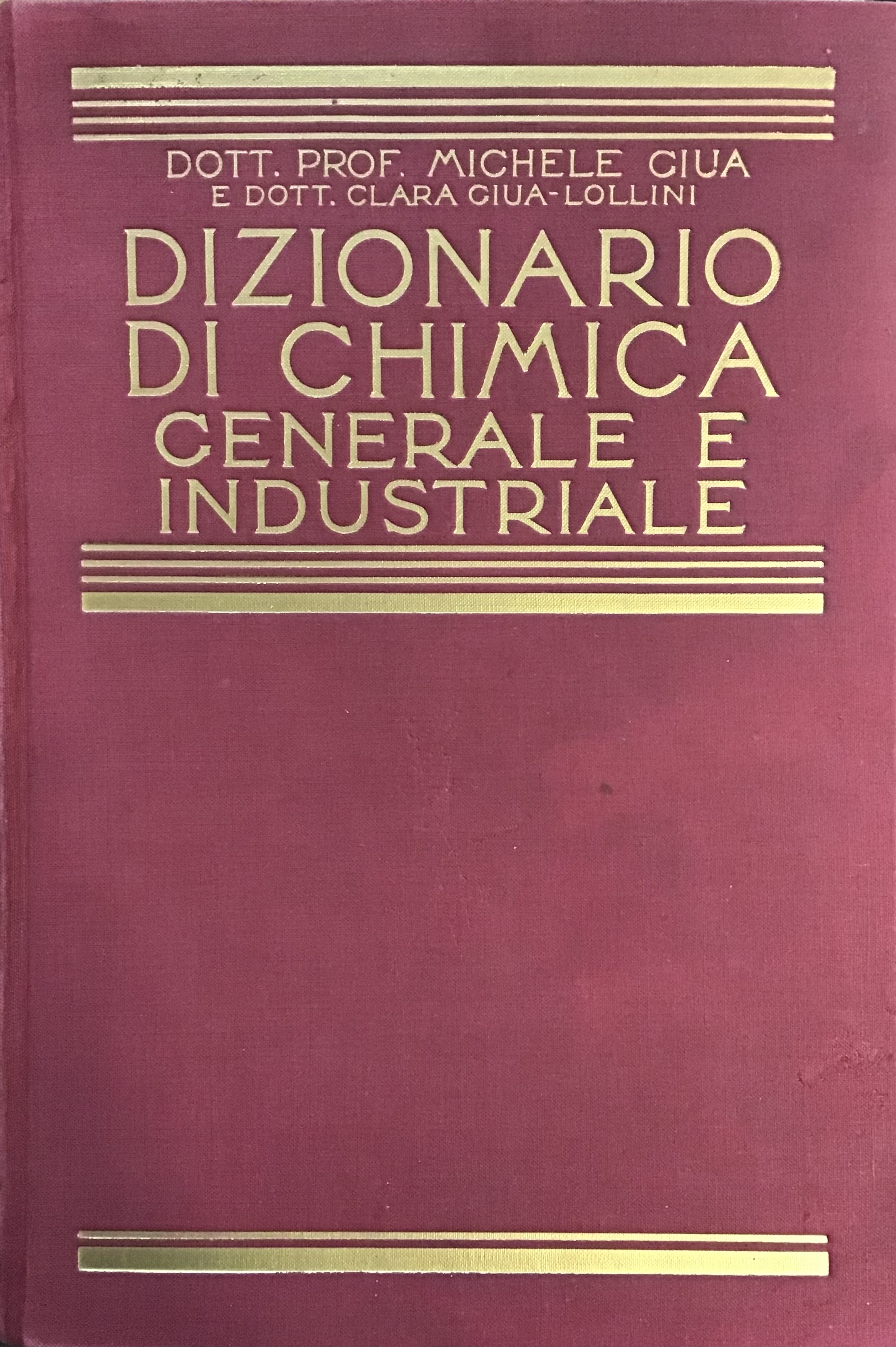
La prima edizione del Giua, testo classico della chimica fra anni Trenta e anni Cinquanta

- Dizionario di chimica generale e industriale, con Clara Giua-Lollini, 2 voll., UTET, Torino 1933-1934
- Dizionario di chimica generale e industriale. Seconda edizione riveduta e ampliata, con Clara Giua-Lollini, 3 voll., UTET, Torino 1948-1950
- La chimica nella vita sociale, Vallardi, Milano 1956

### Scritti autobiografici
- Ricordi di un ex detenuto politico. 1935-1943, Torino, Chiantore, 1945
- La mia opposizione al fascismo, "Il Ponte", a. XXII, n.10, 1966, pp. 1239-1241